# 巴塔利亚泰尔梅
巴塔利亚泰尔梅（義大利語：Battaglia Terme），是意大利威尼托大区帕多瓦省的一个市镇。总面积6.28平方公里，人口4060人，人口密度646.5人/平方公里（2009年）。国家统计（ISTAT）代码为028011。